# Pelle Hvenegaard
Pelle Hvenegaard, född 29 augusti 1975 i Köpenhamn, är en dansk skådespelare. Han är mest känd för sin roll i filmen Pelle Erövraren (1987) som han gjorde då han var 12 år.

## Filmografi (urval)
- 1987 – Pelle Erövraren
- 2000 – På främmande mark
- 2003 – Turn Right By the Yellow Dog (Til højre ved den gule hund)
- 2007–2009 – 2900 Happiness (TV-serie) (68 avsnitt)

## Kuriosa
Pelle Hvenegaard är uppkallad efter huvudpersonen i romanen Pelle Erövraren, som hans föräldrar tyckte om.